# دانشگاه کلرادو در دنور

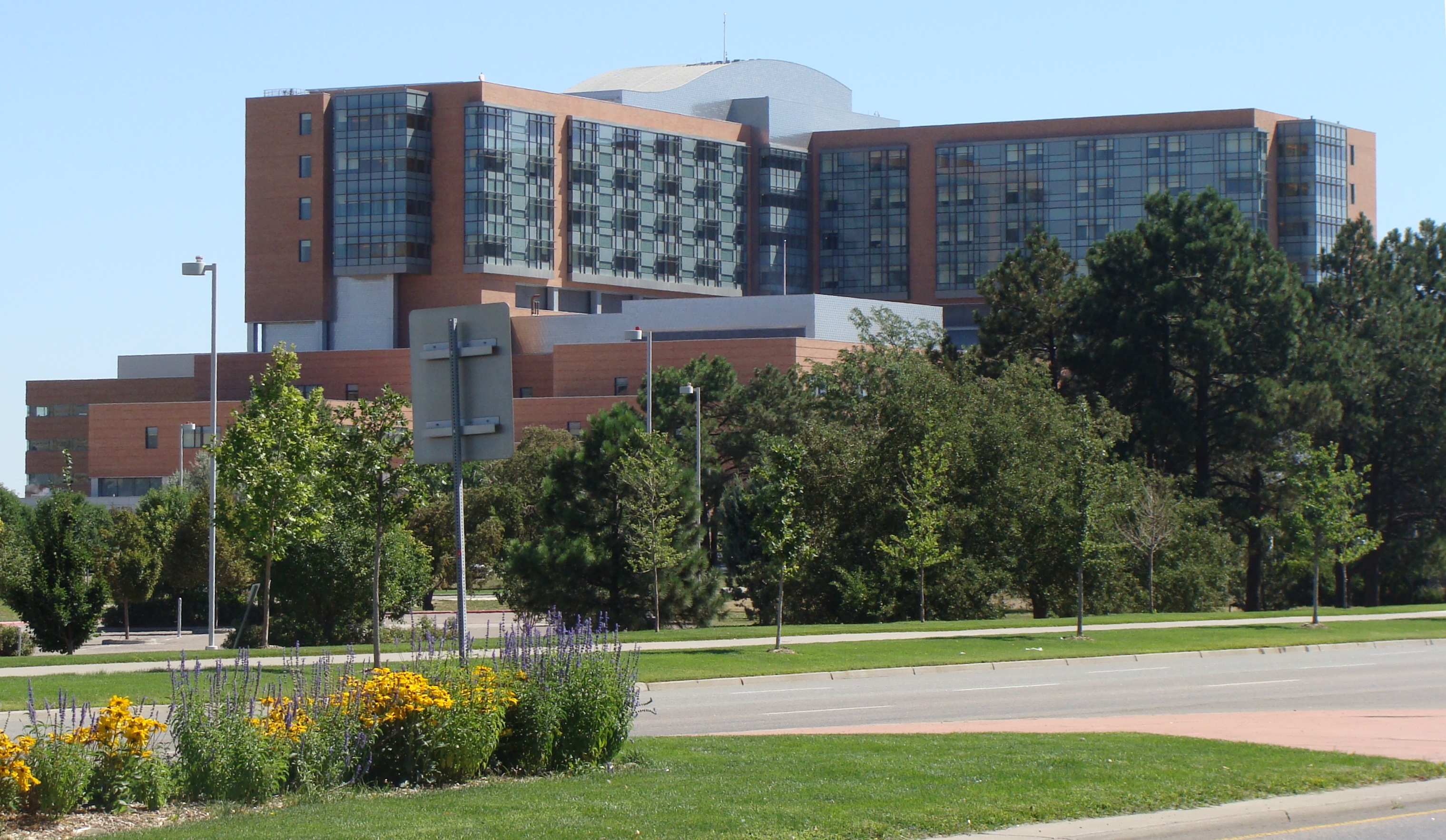

دانشگاه کلرادو دنور (به انگلیسی: University of Colorado Denver) دانشگاهی است در شهر دنور در ایالت کلرادو در آمریکا.